# پایین‌شکم
پایین‌شکم (به انگلیسی: Hypogastrium) (که به آن ناحیه پایین‌شکم یا ناحیه فراشرمگاهی نیز می‌گویند) ناحیه ای از شکم است که در زیر ناحیه ناف قرار دارد.

## ریشه‌شناسی
ریشه کلمه hypogastrium به معنای "زیر معده " است. ریشه suprapubic به معنای "بالاتر از استخوان شرمگاهی " است.

## مرزها
حد بالایی آن ناف است، در حالی که استخوان شرمگاهی حد پایینی آن را تشکیل می‌دهد. مرزهای جانبی با کشیدن خطوط مستقیم از وسط راه بین ستون فقرات تهیگاهی فوقانی قدامی و التصاق شرمگاهی تشکیل می‌شوند.